# Famille Magno
Pour les articles homonymes, voir Magno.
 (août 2024).
La famille Magno est une famille patricienne de Venise, originaire de Uderzo.

## Historique
La famille Magno est originaire de Uderzo. Ses membres la quittent pour s'intaller dans la Cité des Doges lors de sa destruction complète par les Lombards en 598. Ils sont tribuns de quelques îles.
Un de ses membres finance la construction de l'Église San Vito.

## Armes

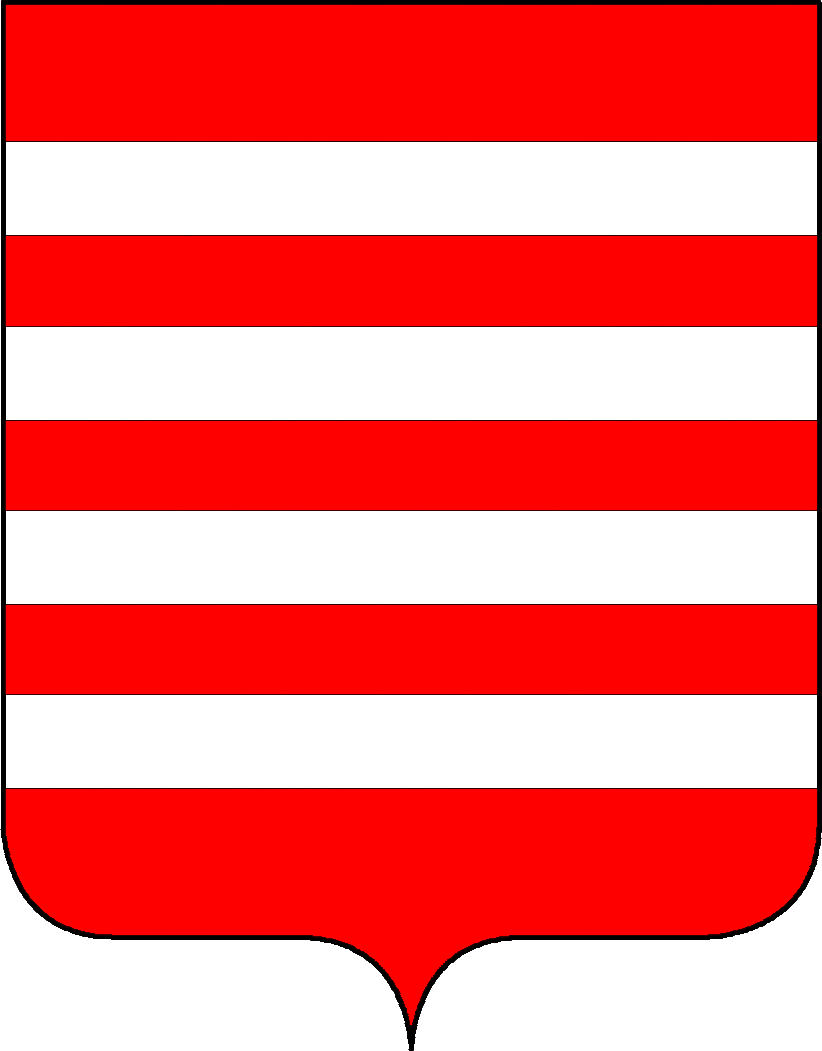
Armes des Magno

Les armes des Magno se blasonnent ainsi de sinople à une bande d'argent, chargée en chef d'un Lion de saint Marc|Lion de Saint-Marc. Certaines branches coupent cet écu en y ajoutant un champ de gueules et rayant le Lion de Saint-Marc de la bande.

## Demeures
- Palais Magno (Cannaregio)
- Casa Magno
- Palais Magno (Castello)